# 418 a.C.
Il 418 a.C. (CDXVIII a.C. in numeri romani) è un anno  del V secolo a.C.

## Eventi
- Battaglia di Mantinea - Nel pieno della pace di Nicia, Sparta vince gli Ateniesi, gli Argivi e i Mantineesi.
- Roma
  - Tribuni consolari Lucio Sergio Fidenate III, Gaio Servilio Axilla e Marco Papirio Mugillano
  - Dittatore Quinto Servilio Prisco Fidenate II
  - I romani espugnano e saccheggiano Labico

## Nati
- Epaminonda, politico e militare greco antico († 362 a.C.)
- Ificrate, generale ateniese († 353 a.C.)

## Morti
- Lachete di Melanopo, militare ateniese (n. 467 a.C.)